# Synagoga w Ostródzie
Synagoga w Ostródzie – nieistniejąca synagoga znajdująca się w Ostródzie przy obecnej ulicy Olsztyńskiej, dawnej Gartenstrasse.
Synagoga została zbudowana w 1893 roku. W 1930 roku doszło do próby podpalenia synagogi, co jednak się nie powiodło. Podczas nocy kryształowej z 9 na 10 listopada 1938 roku bojówki hitlerowskie spaliły synagogę. Po zakończeniu II wojny światowej nie została odbudowana.
Murowany budynek synagogi wzniesiono na planie prostokąta, w stylu neomauretańskim. We wnętrzu w zachodniej części znajdował się przedsionek, z którego wchodziło się do głównej sali modlitewnej. Na wschodniej ścianie w zagłębieniu znajdował się bardzo bogato zdobiony, wsparty na dwóch kolumnach aron ha-kodesz, zwieńczony tablicami Dekalogu.